# لرتا
لُرِتا هایراپتیان تبریزی (ارمنی: Լորետա Հայրապետեան؛ ۱۹۱۱ میلادی – ۲۹ مارس ۱۹۹۸) که با نام هنری لرتا شناخته می‌شود، بازیگر ارمنی‌تبار اهل ایران در تئاتر، سینما و تلویزیون بود. که در سال‌های ۱۹۷۰ تا ۱۹۷۴ میلادی (۱۳۵۳–۱۳۴۹) در سینما و از ۱۹۳۵ میلادی (۱۳۱۴ تا ؟) در تئاترمشغول به فعالیت بود.
لرتا پس از گرفتن مدرک از مدرسهٔ روس‌ها، در تهران فعالیت تئاتری‌اش را به‌طور حرفه‌ای دنبال کرد. وی از هشت سالگی به روی صحنه رفت و تا آغاز انقلاب اسلامی در ایران به کار هنرپیشگی و کارگردانی پرداخت. او یکی از نخستین زنانی بود که در عرصهٔ هنرهای صحنه‌ای ایران به فعالیت پرداخت. وی در کلوپ موزیکال، کمدی اخوان، کمدی ایران، جامعه باربد، گروه نکیسا، کانون ایران جوان، کانون صنعتی، و مجمع تئاترال تهران همراه با چهره‌های برجستهٔ تئاتر همکاری کرد. در سال ۱۹۵۳ (۱۳۳۲) و پس از خروج پنهانی همسرش از زندان و کشور، لرتا نیز از طریق فرانسه برای پیوستن به او به شوروی رفت. در این دوران او در استودیوی تئاتر هنری مسکو تحصیل کرد و در رشتهٔ تئاتر از دانشگاه مسکو فارغ‌التحصیل شد. با اعلام ممنوع‌الورود بودن همسرش، لرتا به ایران بازگشت و همراه با همکاران قدیمی خود، تئاتر کسری را تشکیل داد و در اولین گام نمایش گناهکاران بی‌گناه را به صحنه برد. وی بین سال‌های ۱۹۷۰–۱۹۷۴ (۱۳۴۹ تا ۱۳۵۳) در هفت فیلم سینمایی هم بازی کرد که آخرین آن اسرار گنج دره جنی ساختهٔ ابراهیم گلستان بود. همچنین لرتا در مجموعه تلویزیونی خسرو میرزای دوم که در سال ۱۹۷۷ (۱۳۵۶) از تلویزیون ایران پخش شد، ایفای نقش کرد. لرتا سال‌های پایانی عمر خود را در وین سپری کرد.

## زندگی

لرتا در جوانی

### ابتدای زندگی و تحصیلات
لرتا هایراپتیان تبریزی در یک خانواده ارمنی در سال ۱۹۱۱ میلادی (۱۲۹۰ خورشیدی) در باغ ییلاقی پدربزرگش در آبادی زرگنده در جنوب تجریش (شمال تهران امروزی) متولد شد. پدرش هامبارتسوم هایراپتیان از بازرگانان پارچه در قره‌باغ، امپراتوری روسیه بود که در سال‌های پیش از انقلاب اکتبر تابعیت روسی‌اش را پس داد، به تهران آمد و با ماری-ترز دختر ماکسیم د لا روکا، داروساز ایتالیایی و شهروند جزیرهٔ مالت، ازدواج نمود. لرتا تحصیلات ابتدایی را ابتدا در مدرسهٔ فرانسوی ژاندارک آغاز نمود و سپس از کلاس سوم دبستان، در مدرسه روس‌ها ادامه داد. در همین دوران وی وارد گروه تئاتری مدرسه شد و در ده سالگی بر صحنه رفت.

### شروع فعالیت هنری
مادر لرتا مخالف فعالیت هنری دخترش در شرایط کار و محیط اجتماعی آن دوره بود. با این حال، لرتا در سال ۱۹۲۲ (۱۳۰۱) در سن ۱۱ سالگی در نمایشی موزیکال به کارگردانی ساتنیک آقابابیان خارج از مدرسه به روی صحنه رفت نقش آفرینی نمود. او اما کار جدی‌تر خود را با گروه‌های تئاتری موجود آن زمان مانند «کمدی ایران»، «نکیسا»، «کمدی اخوان» و «جامعه باربد» آغاز کرد.
با تأسیس مدرسهٔ موسیقی و کلوپ موزیکال وابسته به آن که علینقی وزیری بنیانگذار آن بود، زنان نیز مجالی برای پیوستن به گروه‌های هنری یافتند. لرتا به کلوپ موزیکال پیوست. کلوپ موزیکال پس از مدتی تعطیل شد و هنرمندان هر یک به گوشه‌ای رفتند اما لرتا که هم صدایی خوش داشت و هم بازیگری برجسته بود، بلافاصله از سوی گروه‌های تئاتری دعوت به کار شد.
لرتا هنوز چهارده سال نداشت که در نمایشنامه مولیر به کارگردانی و ترجمه کاراکاش و همراه آقای دریابیگی و دیگر بازیکنان تئاتر چون برسابه شرکت کرده بود. در چهارده سالگی او در نمایشی موزیکال به کارگردانی ساتنیک آقابابیان در تئاتر گراند هتل در نقش یک غنچه گل ظاهر شد و در پانزده سالگی برای بازی در نمایش‌های هایک کاراکاش، مدیر روزنامه‌های ارمنی زبان بوبوخ و ورا تسنوند، به فراگیری زبان فارسی پرداخت.

### فعالیت در گروه‌های ظهیری، اخوان و پاپازیان
در سال ۱۹۲۶ (۱۳۰۵ خورشیدی)، به دعوت محمود ظهیرالدینی به گروه کمدی اخوان پیوست. و در نمایشنامهٔ تاجر ونیزی اثر شکسپیر با ظهیرالدینی و حسین خیرخواه بازی کرد. بعد به دعوت اسماعیل مهرتاش به تئاتر جامعه باربد رفت و در نمایشنامه‌های موزیکال لیلی و مجنون، یوسف و زلیخا (۱۳۰۷/۱۹۲۸، در نقش زلیخا) و خسرو و شیرین نقش‌های اول را ایفا کرد. صدای لرتا در نقش زلیخا بر روی نوارهای کاست قدیمی به یادگار باقی مانده است. در ۱۹۳۲ (اواخر ۱۳۱۱) «تروپ نوشین» به وسیله عبدالحسین نوشین و به کمک لرتا و نصرت‌الله محتشم تشکیل شد. در ۱۹۳۳ (خرداد ۱۳۱۲)، لرتا در نمایش سرانجام هرمزان نوشته فتح‌الله‌خان معتمدی خوانساری در نمایشگاه مرکزی لاله‌زار به همراهی پرخیده و معزالدین فکری بازی کرد.
در هجده سالگی در تعدادی از نمایش‌های ویلیام شکسپیر به کارگردانی واهرام پاپازیان بازی کرد که این همکاری تا سال ۱۹۳۳ (۱۳۱۲) هم ادامه داشت. مانوئل ماروتیان نیز، که در ۱۹۳۳ (۱۳۱۲) از ارمنستان غربی (وان) به ایران آمد، نمایشنامه‌های چندی را در تهران به زبان ارمنی اجرا کرد و لرتا هم در سه نمایش به کارگردانی او به زبان ارمنی ایفای نقش کرد که عبارت بودند از: سامسون و دلیله، اثر پُل دِمازی، اوشین، نامزد ولیعهد، اثر لوون شانت؛ و نیز باربر مارسی، اثر هانری برنشتاین.

### همکاری و سپس ازدواج با نوشین
پاپازیان قبل از اتمام مدت اقامت خود در ایران، آنقدر تحت تأثیر استعداد لرتا قرار گرفت که به مادر وی پیشنهاد کرد اجازه بدهد تا لرتا را با خود به اتحاد شوروی برده و امکانات پیشرفته در اختیارش قرار دهد اما لرتا که در آن موقع ۲۱ یا ۲۲ سال داشت و تازه با نوشین آشنا شده بود، قبول نکرد. پاپازیان در کتاب خاطرات خود می‌نویسد که لرتا عشق به نوشین را به تئاتر ترجیح داد. اما از آن‌جا که نوشین خود یکی از نوآوران در صحنه‌های هنری بود، این عشق شاید سبب شکوفایی هر چه بیشتر هنر لرتا نیز شد. با آمدن نوشین، دکور صحنه، نورپردازی و نوع بیان مطالب نیز تغییر یافت. حالا دیگر پرده تئاتر با چهار ضربهٔ سنفونی پنجم (سرنوشت) بتهوون کنار می‌رفت و لرتا وارد صحنه می‌شد.
در سال ۱۹۳۳ (۱۳۱۲) لرتا با عبدالحسین نوشین که خود نمایش‌نامه‌نویس و کارگردان تئاتر بود ازدواج کرد. وی در کلوپ ایران در نمایش اتلو به کارگردانی پاپازیان در نقش دِزْدِمُونا بازی کرد. محمد عاصمی بازی لرتا در این نمایش و واکنش تماشاگران را چنین توصیف کرده است: «زمانی که در نمایشنامهٔ اتلو بازی می‌کرد، وقتی که اتلو او را کشت، مردم واقعاً خیال کردند که او را کشته و بسیار نگران و ناراحت بودند. وقتی تئاتر تمام شد، دست زدند و پرده باز شد و دوباره آمدند برای تشکر. مردم واقعاً صمیمانه نفس راحت کشیدند که او زنده است و اتلو او را نکشته.»

لرتا را از برخی جهات می‌توان با قمرالملوک وزیری خواننده مقایسه کرد. در همین دوران، لرتا مانند قمر حجاب از سر برداشت و به روی صحنه رفت. محمد عاصمی آنچه را که از شرایط آن زمان از زبان لرتا شنیده است، بازگو می‌کند:
«خانم لرتا می‌گفت که شرایط کار و محیط اجتماعی آن زمان برای زن‌ها به قدری محدود بود که او ناچار چادر سرش می‌کرد و روی خود را کاملاً می‌پوشانید و با درشکهٔ کروکی پائین کشیده از خانه به تئاتر می‌رفت. با این همه او کار خود را چنان ماهرانه انجام می‌داد که سازمان شیر و خورشید ایران از پاپازیان شکسپیرشناس روس دعوت کرد که به ایران بیاید و با لرتا همکاری کند. نتیجه این همکاری اجرای تئاتر اتلو اثر شکسپیر با شرکت پاپازیان در نقش اتلو و لرتا در نقش دزدمونا بود.»
نمایشنامه‌هایی که نوشین و لرتا مشترکاً کار کردند، با موفقیت و استقبال مردم روبرو شدند. از جمله این آثار می‌توان به ولپن، پرنده آبی، توپاز، مستنطق و چراغ گاز اشاره کرد. در سال ۱۹۳۴ (۱۳۱۳) در جشن هزاره فردوسی، نوشین سه تابلو از داستان‌های شاهنامه را با همکاری محمد علی فروغی و مجتبی مینوی تنظیم کرد و با استفاده از موسیقی غلامحسین مین باشیان و با بازیگری خودش و لرتا و خیرخواه و محتشم در «هتل پالاس» تهران و کلوپ فردوسی به صحنه برد. در ۱۹۳۵ (۱۳۱۴) پس از ازدواج با عبدالحسین نوشین فعالیت تئاتری‌اش را گسترش داد. سه تابلو آنقدر مورد استقبال داستان‌های شاهنامه ایرانی‌ها و میهمانان خارجی قرار گرفت که در سال ۱۹۳۶ (۱۳۱۵) نوشین، لرتا و خیرخواه به وسیلهٔ شرق‌شناسان شوروی برای شرکت در فستیوال تئاتر به مسکو دعوت شدند. پس از پایان فستیوال هم آن‌ها به پاریس رفتند و مدت یک سال تئاترهای روی صحنه پاریس را مورد مطالعه قرار دادند و سپس به ایران بازگشتند.

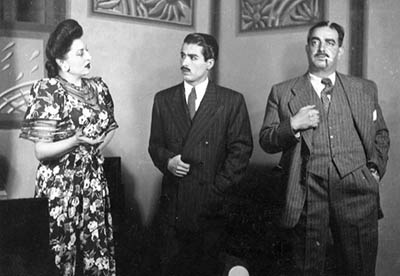
صحنه‌ای از نمایشنامهٔ مردم در سال‌های ۱۹۴۱ (۱۳۲۰). از راست: حسین خیرخواه، مصطفی اسکوئی و لرتا

مدتی پس از بازگشت لرتا و نوشین به ایران، در سال ۱۹۴۴ (۱۳۲۳) تئاتر فرهنگ در خیابان لاله‌زار افتتاح شد. در چند ماه آخر سال ۱۹۴۳ (۱۳۲۲) که سالن تئاتر فرهنگ ساخته می‌شد نوشین در اتاق دفتر تئاتر، نمایشنامه ولپن را با افراد گروه تمرین می‌کرد. در این زمان لرتا که حامله بود در این تمرین‌ها نقش گلبهار را به اجرا درآورد. از آن به بعد لرتا دیگر منحصراً در تئاترهایی که همسرش نوشین روی صحنه می‌برد، بازی کرد و پس از تولد پسرش، کاوه، که در اکتبر ۱۹۴۳ (مهر ۱۳۲۲) به دنیا آمد، بیشتر به زندگی خانوادگی و سرپرستی فرزندش پرداخت.
در سال ۱۹۴۶ (۱۳۲۵) عبدالحسین نوشین تئاتر فردوسی را با اجرای نمایش مستنطق اثر پریستلی به ترجمه بزرگ علوی افتتاح کرد. سوء قصد به جان محمدرضاشاه پهلوی در ۱۹۴۹ (۱۵ بهمن ماه ۱۳۲۷) در دانشگاه تهران به انحلال حزب توده و فرار بسیاری از رهبران آن حزب و در نتیجه تعطیلی تئاتر فردوسی منجر شد. نوشین نیز همراه با بسیاری از سران حزب توده به زندان افتاد. نوشین نهایتاً موفق شد با یاری حزب توده از زندان بگریزد و پس از مدتی زندگی در چند مخفیگاه که بخشی از آن هم در خانه عزت‌الله انتظامی سپری شد، به اتحاد شوروی فرار کند. در سال ۱۹۴۹ (۱۳۲۸)، پس از آن که آب‌ها از آسیاب افتاد، لرتا بار دیگر کار تئاتر را از سر گرفت و همراه با حسین خیرخواه در «تئاتر سعدی» کار بازیگری و این بار کارگردانی را نیز بر عهده گرفت و نمایش‌نامه‌هایی را که او در زندان نوشته یا ترجمه کرده بود به اجرا درآورد. (تئاتر سعدی در پاییز ۱۹۵۰ (۱۳۲۹)، نزدیک ۲۰ ماه پس از تعطیلی تئاتر فردوسی توسط شاگردان نوشین در خیابان شاه‌آباد (تهران) افتتاح شد و اولین برنامه‌اش نمایش بادبزن خانم وندرمیر بود.) گروه نوشین چندین نمایش دیگر (ولپن، مستنطق، سرنوشت، پرنده آبی، شنل قرمز) را هم در تئاتر سعدی بر صحنه برد که لرتا در آن‌ها نقش اول زن را برعهده داشت.
لرتا برای پیوستن به همسرش از طریق فرانسه به اتحاد شوروی رفت و پس از چند سال دوری از نوشین همراه با فرزندش در سال ۱۹۵۳ (۱۳۳۲) در مسکو به او پیوست. لرتا سپس در دوران ما ۱۹۵۳–۱۹۶۳ (۱۳۳۲ تا ۱۳۴۲) در «استودیوی تئاتر هنری مسکو» تحصیل کرد. با اعلام ممنوع‌الورود بودن نوشین به ایران، لرتا در سال ۱۹۶۵ (۱۳۴۳) از طریق پاریس به ایران بازگشت؛ این بار اما بدون نوشین. او پس از بازگشت به ایران، همچنان بازیگری و کارگردانی تئاتر را ادامه داد. در این دوران وی به همراه تقی مینا، علیرضا افضغ پور، محمدعلی جعفری «تئاتر کسری» را اجاره کردند و با چند نفر از همکاران قدیمی گروه تئاتر جدیدی تشکیل دادند. این گروه نمایش‌های گناهکاران بی‌گناه نوشته استروفسکی و ماجرای شبانه را به کارگردانی و بازیگری لرتا روی صحنه برد. در دههٔ ۱۳۵۰، او به جمع جوانان کارگاه نمایش پیوست و در چند نمایش (به کارگردانی آربی آوانسیان، ایرج انور و داریوش فرهنگ) بازی کرد. در همین دوره و به افتخار پنجاه سال خدمت تئاتریِ او، سالن چارسو در مجتمع تئاتر شهر، با اجرای نمایش «خلوت خفتگان» (به کارگردانی آربی آوانسیان و بازی لرتا و سوسن تسلیمی) به نام لرتا افتتاح شد.

لرتا در کهنسالی

لرتا از سال ۷۸–۱۹۷۱ (۱۳۵۰ الی ۱۳۵۷) در همکاری‌هایش با کارگاه نمایش به ایفای نقش در نمایشنامه‌های زیر پرداخت:
- دو جلاد، فرناندو آرابال به کارگردانی ایرج انور
- همان طوری که بوده‌ایم، آرتور آدامف به کارگردانی آربی اوانسیان
- ادیپ شهریار به کارگردانی داریوش فرهنگ
- ایلف کوچولو، هنریک ایبسن به کارگردانی آربی اوانسیان

### فعالیت در سینما و تلویزیون
وی شب اعلام (۱۳۴۹ داوود ملاپور) را با عبدالله بوتیمار؛ احساس داغ (۱۳۵۰ روبیک زادوریان) را با گوگوش؛ همای سعادت (۱۳۵۰ فابی چاناکیا) را با محمدعلی فردین و ایرن زازیانس؛ معرکه (۱۳۵۰ زادوریان) را با ایرج رستمی و شهین؛ باشرف‌ها (۱۳۵۱ قدرت‌الله بزرگی) را با جمشید مشایخی و آرمان هوسپیان؛ تختخواب سه نفره (۱۳۵۲ نصرت کریمی) را با خود وی، دیانا و توران مهرزاد و اسرار گنج دره جنی (۱۳۵۳ ابراهیم گلستان) را با مری آپیک، صادق بهرامی و پرویز صیاد بازی کرد.
مجموعه تلویزیونی خسرو میرزای دوم (نصرت کریمی) آخرین کار تصویری وی است که در نقش عمه خانم، بزرگ فامیل اشرافی دیوان سالار بازی کرد.

لرتا در گفتگویی با لاله تقیان در ۱۹۷۷ (۱۳۵۶) اظهار نظری دربارهٔ سینما و مجموعه‌های تلویزیونی کرده و گفته: 
«من اصلاً بازی در فیلم را دوست ندارم و فکر می‌کنم که بازی در فیلم یک کار هنری نیست ولی بازی در سریال تلویزیونی را تنها به خاطر جنبهٔ مادی‌اش پذیرفتم ولی به هر حال در آنجا هم می‌کوشم کار تمیزی ارائه کنم. این نکته را هم اضافه کنم که بعد از پنجاه سال کار تئاتر نسل امروز مرا نمی‌شناخت ولی حالا بعد از بازی در یک مجموعهٔ تلویزیونی همه مرا می‌شناسند.»

### سال‌های پایانی عمر
با وقوع انقلاب اسلامی لرتا نیز مانند بسیاری از هنرمندان، یک بار دیگر راه مهاجرت را در پیش گرفت و در ۱۹۷۹ (۱۳۵۸) برای نگهداری از نوه‌اش و زندگی در کنار تنها فرزندش، کاوه از ایران مهاجرت کرد و سال‌های آخر عمرش را در وین، اتریش گذراند و سرانجام در روز یکشنبه ۲۹ مارس ۱۹۹۸ (۹ فروردین ۱۳۷۷) درگذشت.

## آثار
به عقیدهٔ زاون هواسپیان، زندگی لرتا به وِیژه پس از همفکری و همکاری با نوشین، و در گیرودار حساس‌ترین و مهم‌ترین برههٔ تاریخ سیاسی ایران، با تئاتر معاصر ایران گره خورده است اما حضور او در سینمای ایران، بیشتر شبیه به یک زنگ تفریح است.

### نمایش‌ها
عمده نمایش‌های لرتا عبارتند از:
| نام نمایش                      | سال اجرا       | نویسنده                    | مترجم             | کارگردان        | محل اجرا                       |
| ------------------------------ | -------------- | -------------------------- | ----------------- | --------------- | ------------------------------ |
| تاجر ونیزی                     |                | ویلیام شکسپیر              |                   |                 | کمدی اخوان                     |
| لیلی و مجنون                   |                |                            |                   | اسماعیل مهرتاش  | جامعه باربد                    |
| یوسف و زلیخا                   |                |                            |                   |                 | جامعه باربد                    |
| خسرو و شیرین                   |                |                            |                   |                 | جامعه باربد                    |
| سرانجام هرمزان                 | خرداد ۱۳۱۲     | فتح‌الله‌خان معتمدی خوانساری |                   |                 |                                |
| قزل ارسلان پسر امیرارسلان رومی | ۱۳۱۲           |                            |                   |                 |                                |
|                                | ۱۳۱۲           |                            |                   | واهرام پاپازیان |                                |
| اتلو                           | ۱۳۱۴           | ویلیام شکسپیر              | ناصرالملک         | واهرام پاپازیان |                                |
| پیراهن ابریشمی                 |                |                            |                   |                 |                                |
| سامسون و دلیله                 |                | پُل دِمازی                   |                   | مانوئل ماروتیان |                                |
| اوشین، نامزد ولیعهد            |                | لوون شانت                  |                   | مانوئل ماروتیان |                                |
| باربر مارسی                    |                | هانری برنشتاین             |                   | مانوئل ماروتیان |                                |
| تاجر ونیزی                     | ۱۳۲۳           | ویلیام شکسپیر              | ترجمه رضا آذرخشی  | عبدالحسین نوشین | تئاتر فرهنگ                    |
| ولپن                           | ۱۳۲۳دی ۱۳۲۶    | بن جانسن                   | عبدالحسین نوشین   | عبدالحسین نوشین | تئاتر فرهنگتئاتر فردوسی        |
| سرگذشت (رزماری)                | بهمن ۱۳۲۶      | کلماتسن بارکلی             |                   |                 | تئاتر فردوسی                   |
| مردم (توپاز)                   | اسفند ۱۳۲۶۱۳۳۰ | مارسل پانیول               | عبدالحسین نوشین   | عبدالحسین نوشین | تئاتر فردوسیتئاتر سعدی         |
| مستنطق                         | آبان ۱۳۲۶      | جی. بی. پریستلی            |                   |                 | تئاتر فردوسی                   |
| پرنده آبی                      | ۱۳۲۶           | موریس مترلینک              | عبدالحسین نوشین   | عبدالحسین نوشین | تئاتر فردوسی                   |
| بادبزن خانم ویندرمیر           | ۱۳۳۰–۱۳۲۹      | اسکار وایلد                |                   | لرتا            | تئاتر سعدی                     |
| چراغ گاز                       | ۱۳۳۰? (۱۳۲۶)   | پاتریک همیلتون             | مسعودی و خوانساری | نوشین           | تئاتر فردوسی؟ (تماشاخانه بهمن) |
| شنل قرمز                       | بهمن ۱۳۳۰      | اوژن بریو                  |                   | لرتا            | تئاتر سعدی                     |
| اوژنی گرانده                   |                | انوره دو بالزاک            |                   |                 |                                |
| سرگذشت وشمگیر                  |                |                            |                   |                 |                                |
| عشق و اتفاق                    |                |                            |                   |                 |                                |
| گناهکاران بی‌گناه               | ۱۳۴۵           | آلکساندر آستروفسکی         |                   | لرتا            | تئاتر کسری                     |
| ماجرای شبانه                   | ۱۳۴۴           | ژیلبر سواژون               |                   | لرتا            | تئاتر کسری                     |
| گربه روی شیروانی داغ           |                | تنسی ویلیامز               |                   | لرتا            | تئاتر کسری                     |
| ازدواج به سبک ایتالیایی        |                |                            |                   |                 | تئاتر کسری                     |
| دو جلاد                        |                | فرناندو آرابال             |                   | ایرج انور       |                                |
| ادیپ شهریار                    |                |                            |                   | داریوش فرهنگ    |                                |
| همان طوری که بوده‌ایم           |                | آرتور آدامف                |                   | آربی اوانسیان   |                                |
| ایلف کوچولو                    |                | هنریک ایبسن                |                   | آربی اوانسیان   |                                |

### سینمایی
| ردیف | نام فیلم          | سال  | نقش | کارگردان       |
| ---- | ----------------- | ---- | --- | -------------- |
| ۱    | شب اعلام          | ۱۳۴۹ | -   | داوود ملاپور   |
| ۲    | احساس داغ         | ۱۳۵۰ | -   | روبیک زادوریان |
| ۳    | معرکه             | ۱۳۵۰ | -   | روبیک زادوریان |
| ۴    | همای سعادت        | ۱۳۵۰ | -   | فابی چاناکیا   |
| ۵    | باشرف‌ها           | ۱۳۵۱ | -   | قدرت‌الله بزرگی |
| ۶    | اسرار گنج دره جنی | ۱۳۵۳ | -   | ابراهیم گلستان |

### مجموعه تلویزیونی
- خسرو میرزای دوم (۱۳۵۶، نصرت‌الله کریمی)

## یادداشت
1. ↑  Hambarsoum Hayrapetian
2. ↑  Marie-Therese
3. ↑  Maxime de la Roca
4. ↑  در این مدرسه برنامه‌های هنری از جمله تئاتر اجرا می‌شد
5. ↑  بوبوخ به معنی لولو خُرخُره
6. ↑  ورا تسنوند به معنی تولدی دیگر
7. ↑  کارگردان، بازیگر بزرگ تئاتر و شکسپیرشناس ارمنستان و روسیه که به دعوت سازمان شیر و خورشید برای احیاء تئاتر به ایران آمده بود
8. ↑  Henri Bernstein
9. ↑  Gas Light
10. ↑  Patrick Hamilton
11. ↑  Marc-Gilbert Sauvajon

## برای مطالعهٔ بیشتر
- «نگین انگشتر صحنه». دویچه وله. ۲۸ مارس ۲۰۲۰.